# مايكل فاينستاين
ميخائيل فاينستاين (بالإنجليزية: Michael Feinstein) هو عازف بيانو ومغني وكاتب أغاني أمريكي، ولد في 7 سبتمبر 1956 في كولومبوس في الولايات المتحدة.

## وصلات خارجية
- الموقع الرسمي
- مقالات تستعمل روابط فنية بلا صلة مع ويكي بيانات

لا توجد روابط لمواقع التواصل الاجتماعي.